# Consiglio dei Cento (Firenze)
Il Consiglio dei Cento, insieme al Consiglio dei Savi, al Podestà e al Capitano del Popolo fu parte del governo della città di Firenze del XIII secolo e rappresentava nel governo la parte riguardante la gestione del debito pubblico, della politica bancaria e industriale e della pubblica finanza.
Di questo consiglio fece parte anche il noto poeta Dante Alighieri che morì in esilio a Ravenna di malaria. Oltre a Dante, anche Lorenzo il Magnifico, signore di Firenze nel XV secolo, ebbe l'onore di essere membro a vita di questo consiglio.